# Acremonium incoloratum
Acremonium incoloratum är en svampart som först beskrevs av Sukapure & Thirum., och fick sitt nu gällande namn av W. Gams 1971. Acremonium incoloratum ingår i släktet Acremonium, ordningen köttkärnsvampar, klassen Sordariomycetes, divisionen sporsäcksvampar och riket svampar.   Inga underarter finns listade i Catalogue of Life.